# Saint-Germain-du-Plain
 Saint-Germain-du-Plain  es una población y comuna francesa, en la región de Borgoña, departamento de Saona y Loira, en el distrito de Chalon-sur-Saône y cantón de Saint-Germain-du-Plain.

## Demografía
| 1037 | 1174 | 1368 | 1598 | 1698 | 1804 |
| Para los censos de 1962 a 1999 la población legal corresponde a la población sin duplicidades (Fuente: INSEE [Consultar]) |      |      |      |      |      |